# Ichihara Seaside Stadium
Das Ichihara Seaside Stadium (japanisch 市原緑地運動公園臨海競技場, Ichihara Ryokuchi Undō Kōen Rinkai Kyōgijō, kurz 市原臨海競技場) ist ein Fußballstadion mit Leichtathletikanlage in der japanischen Stadt Ichihara, Präfektur Chiba. Es wurde 1987 fertiggestellt.
Das Sportstätte bietet auf einer Haupttribüne und mehreren kleineren, um das Feld angeordneten Tribünen insgesamt 15.338 Zuschauern Platz; 500 Plätze sind überdacht. Von 1993 bis 2005 trug der japanische Fußballverein JEF United hier seine Heimspiele in der J. League aus, zog dann aber in die neu errichtete Fukuda Denshi Arena um. Seither dient das Seaside Stadium dem Verein lediglich als Ausweichplatz.